# Ruhsar Pekcan

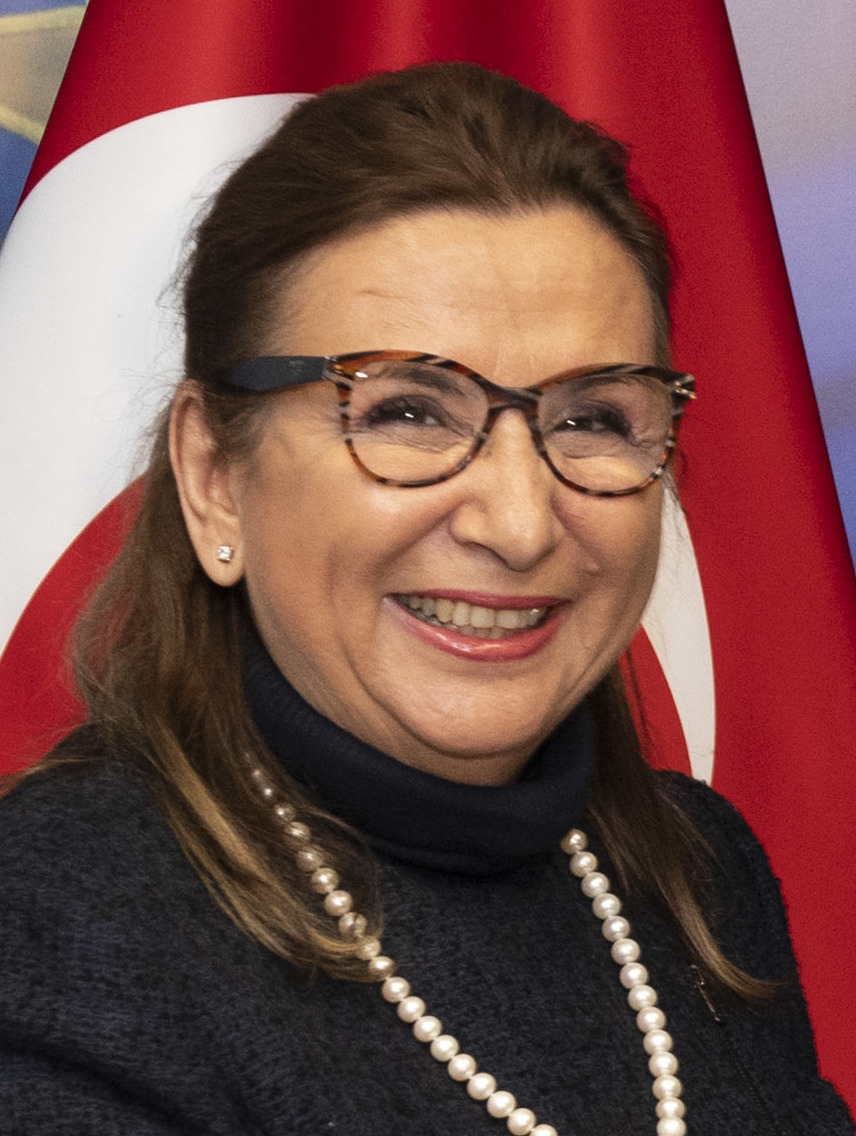
Ruhsar Pekcan

Ruhsar Pekcan (* 1958 in Manisa) ist eine türkische Elektroingenieurin, Unternehmerin und ehemalige Handelsministerin der Republik Türkei.

## Leben
Ruhsar Pekcan studierte Elektrotechnik an der İstanbul Teknik Üniversitesi und erwarb dort einen Bachelor- und einen Master-Abschluss.
Ab 1981 arbeitete Pekcan  bei der Förderbank Türkiye Sınai Kalkınma Bankası und wechselte in den folgenden Jahren zu Privatunternehmen, in deren Vorständen sie auch saß. Im Jahr 2005 gründete sie mit anderen ein Unternehmen zum Bau von Leitungen für Trinkwasser, Bewässerung, Öl und Gas. Sie war Geschäftsführerin des Unternehmens.
Ruhsar Pekcan war Vorsitzende des türkisch-syrischen Wirtschaftsrates der türkischen Außenhandelskammer DEİK sowie Vorsitzende des türkisch-jordanischen Wirtschaftsrates und Mitglied des Vorstandes des türkisch-irakischen und des türkisch-libyschen Wirtschaftsrates der DEİK. Außerdem fungierte sie als stellvertretende Vorsitzende des Unternehmerinnenkomitees der Union der Kammern und Börsen der Türkei und Mitglied des Unternehmerinnenkomitees der Handelskammer Istanbul.
Pekcan erhielt 2010 den IWEC Award und ist Botschafterin der IWEC Foundation, die sich weltweit für die Belange von Unternehmerinnen einsetzt.
Am 9. Juli 2018 berief sie der türkische Staatspräsent Recep Tayyip Erdoğan in sein neues Kabinett und ernannte sie zur Handelsministerin. Im April 2021 wurde Pekcan als Ministerin entlassen, nachdem bekannt wurde, dass das von ihr geführte Ministerium Desinfektionsmittel von einem Unternehmen gekauft hatte, dessen Eigentümer sie und ihr Ehemann sind.
Pekcan ist verheiratet und hat zwei Kinder.